# アンリオ・カンペール
アンリオ-カンペール（仏: HENRIOT-QUIMPER）は、フランスの陶器メーカーである。カンペール地方（ブルターニュ地域圏、フィニステール県の県庁所在地）で、1690年に王家によって設立された。
カンペール陶器(fr)の特徴は、カンペールタッチと呼ばれるテクニックで人物・花や鳥などを「手描き」で描いている点があげられる。